# Flávio Meireles
Flávio Meireles (Ribeira de Pena, 3 de Outubro de 1976) é um ex-futebolista português, actualmente é diretor desportivo do Vitória SC. 